# Bahram IV
Bahram IV (¿-399), rey del Imperio sasánida. Su reinado duró desde el 388 hasta el 399. 

## Contexto histórico
Bahram IV (conocido como Kermanshah, "rey de Kermán", por haber sido gobernador de esta provincia) era hijo de Sapor II y hermano de Sapor III (a quien sucedió) y de la reina de Armenia, esposa de Cosroes III.

## Reinado
Durante su reinado, Persia se mantuvo en paz con el Imperio bizantino, lo que Bahram aprovechó para ocuparse de sus problemas en las fronteras Norte y Este contra los heftalitas o hunos blancos, contra los que mandó un ejército que consiguió matar a un gran número de enemigos, y recuperar cautivos y botín.
Bajo su reinado o durante el de su predecesor, Armenia fue dividida entre la parte romana y la persa.
Tras un reinado de once años, Bahram fue asesinado por algunos descontentos durante una revuelta.